# Infrabel
 (septembre 2010).
Si vous disposez d'ouvrages ou d'articles de référence ou si vous connaissez des sites web de qualité traitant du thème abordé ici, merci de compléter l'article en donnant les références utiles à sa vérifiabilité et en les liant à la section « Notes et références ».
Infrabel est une société anonyme de droit public, gestionnaire de l'infrastructure ferroviaire belge. 
Depuis le 2 octobre 2008, Infrabel est également le propriétaire formel des infrastructures qui lui ont été transférées, par arrêté royal, depuis le fonds de l'infrastructure ferroviaire (FIF), qui avait été créé pour couvrir une grosse partie de la dette historique de la Société nationale des chemins de fer belges (SNCB) par la garantie constituée par ce patrimoine immobilier. La reprise de la dette par l'État ayant rendu cette fonction inutile.
Le 1er janvier 2014, Infrabel devient une entreprise publique autonome détenue par l'État belge.

## Histoire
En 2005, l’Union européenne a donné le feu vert à la libéralisation du transport ferroviaire en Europe. Au niveau belge, à la suite de cette décision, la structure de l'ancienne SNCB a été réformée : en 2008 le « Groupe SNCB » est créé, composé de trois entreprises : Infrabel, la SNCB et la SNCB-Holding. Chacune de ces entreprises est une entreprise publique autonome ayant la forme d'une société anonyme de droit public. Ceci signifie, entre autres, qu'outre leurs missions de service public, les trois entreprises ont l'autonomie de gestion pour développer des missions qui ne sont pas des missions de service public mais qui restent dans le cadre de leur objet social. Les missions sont fixées par une loi adoptée par le Parlement fédéral. Seules les missions de service public font l'objet d'un contrat de gestion que chaque société conclut avec l’État belge.
- Infrabel gère l’infrastructure du réseau ferré belge. L’infrastructure comprend non seulement les rails, mais également les caténaires, aiguillages, passages à niveau, signaux, quais, etc. Elle concerne donc tous les aspects qui permettent aux trains de circuler sur le réseau. Les collaborateurs d’Infrabel sont surtout connus du grand public à travers leurs activités sur et aux abords des voies.

- La SNCB est l’entreprise ferroviaire qui transporte les voyageurs et les marchandises par la voie ferrée. La SNCB est donc responsable des trains : elle gère le nombre de trains, assure leur entretien et gère le personnel de train. Par ailleurs, la SNCB est également responsable de certains petits points d’arrêt gardés et de la vente des titres de transport. Le grand public connaît la SNCB surtout via les accompagnateurs de train, le personnel des guichets et les conducteurs de train.

- La SNCB-Holding développe et entretient les 37 principales gares belges, ainsi que les parkings et les emplacements pour vélos. Les gares gérées par la SNCB-Holding sont reconnaissables grâce aux pylônes colorés placés devant l’entrée. La SNCB-Holding est également responsable de la sécurité et de la surveillance dans toutes les gares belges, ainsi que dans les trains. Par ailleurs, la société est l’employeur officiel de tous les membres de personnel du Groupe-SNCB, assure les relations sociales et remplit un rôle de coordination au sein du groupe.

La loi du 30 août 2013 approuve le projet de restructuration des entreprises ferroviaires. Le 1er janvier 2014, la SNCB-Holding fait une fusion avec sa filiale SNCB, qui disparaît, et change de nom en reprenant la dénomination SNCB. Elle devient une entreprise ferroviaire au statut d'entreprise publique autonome détenue par l'État belge, en parallèle Infrabel conserve sa qualité de gestionnaire du réseau mais devient également une entreprise publique autonome détenue par l'État belge. Une troisième entreprise SA de droit public, dénommée HR Rail, est créée. C'est une filiale à parts égales de la nouvelle SNCB et d'Infrabel, dont au moins 2 % des actions et 60 % des droits de vote sont détenus par l'État belge. Elle sera l'employeur unique de l'ensemble du personnel de la SNCB et d'Infrabel.

## Les activités d’Infrabel

### Développement et entretien du réseau
Infrabel est responsable de la gestion, de l’entretien et du développement du réseau ferré belge. Elle dispose pour ce faire d’équipes régionales qui interviennent sur le terrain en cas de problèmes techniques au niveau de l’électricité, la signalisation, des ouvrages d’art et des voies. En outre, Infrabel effectue régulièrement des inspections générales. Celles-ci permettent de détecter rapidement des infrastructures vieillies et des défauts techniques, de manière à les réparer et / ou les remplacer à temps.

Le réseau ferroviaire belge.

### La coordination du trafic
Une deuxième mission importante d’Infrabel est celle de coordonner et de gérer le trafic ferroviaire. Cette tâche est assurée en temps réel par le service Central Dispatch et les cabines de signalisation (en phase de modernisation et de concentration) situées dans les principales gares du royaume. Les cabines de signalisation ont pour tâche d'assurer la sécurité et la ponctualité du service ferroviaire et d'informer le Traffic Control qui peut si nécessaire provoquer des adaptations ou des retards du trafic sur le réseau pour cause de :
- travaux de maintenance ;
- adaptations des itinéraires ;
- adaptations des horaires ;
- faire attendre un train omnibus de façon à permettre à un train rapide de le dépasser[5].

Traffic Control est le service qui a pour tâche de récolter toutes les informations en direct du rail. Dès lors, les collaborateurs de Railtime, l’outil conçu pour assurer la communication transparente de ces informations, sont en contact étroit avec le personnel de Traffic Control. Railtime communique par le biais du site Internet mettant en ligne le suivi en temps réel de l’horaire des trains. Les cabines de signalisation et leur personnel assurent quant à elles l'information directe aux voyageurs ainsi que la circulation des trains dans les plus brefs délais.

### Accorder l’accès au réseau
Les clients d’Infrabel sont les entreprises ferroviaires qui transportent les voyageurs et les marchandises par le rail. Outre la SNCB, le client d’Infrabel le mieux connu, 7 opérateurs ferroviaires nationaux et internationaux sont autorisés à circuler sur le réseau ferré belge : Crossrail Benelux, Fret SNCF, Veolia Cargo Nederland, Trainsport AG, ERS Railways, CFL Cargo et Rotterdam Rail Feeding. 
En vertu du contrat de gestion, Infrabel est tenue d’assurer un traitement équitable et non-discriminatoire à chaque entreprise ferroviaire souhaitant utiliser l’infrastructure ferroviaire belge. Un certain nombre de conditions doivent évidemment être satisfaites et l’opérateur doit respecter les règles de sécurité.

## Quelques chiffres
Entre 2008 et le 1er janvier 2014, Infrabel appartenait à l'État belge à concurrence de 6,4 % et à la SNCB-Holding à concurrence de 93,6 %. Afin de garantir l’indépendance d’Infrabel, il avait été fixé par la loi que l'État belge possède plus d’actions avec droit de vote que la SNCB-Holding. La proportion est de 20 % - 1 vote pour SNCB-Holding et 80 % + 1 vote pour l'État fédéral.
Actuellement[Quand ?], environ 12 500 personnes travaillent chez Infrabel, sous la conduite de l’administrateur délégué, Luc Lallemand.

### Locomotives Diesel : Servant au transport de matériel, désherbant, rail

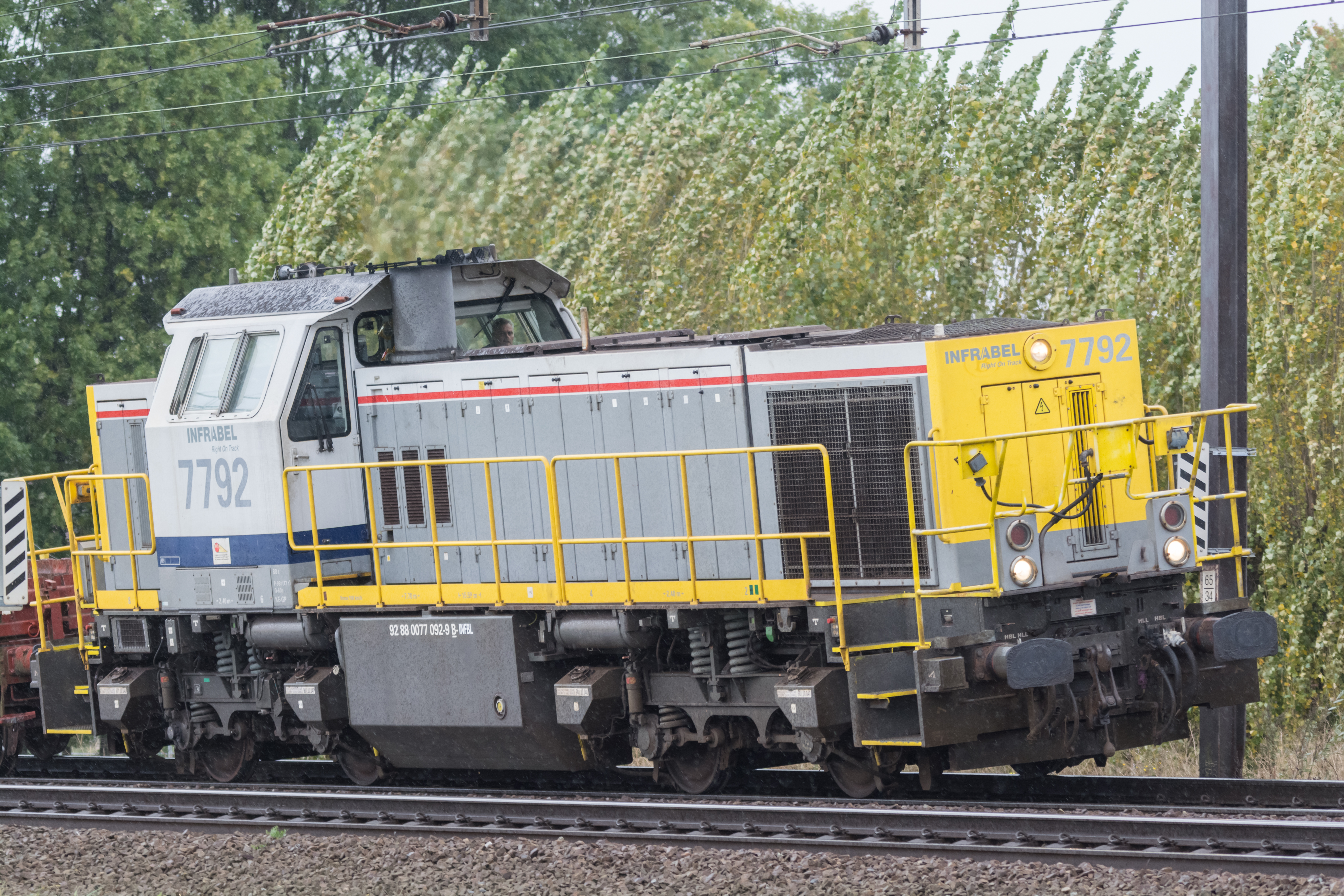
Série 77/78 Infrabel (Ancienne SNCB)

## Matériel roulant

### Locomotives Diesel: Servant au transport de matériel, désherbant, rail,etc.
Série 77/78 Infrabel Ancienne SNCB
Série 62 Infrabel Ancienne SNCB

### Matériel de travaux sur rail

Autorails utilisés pour l'entretien des caténaires
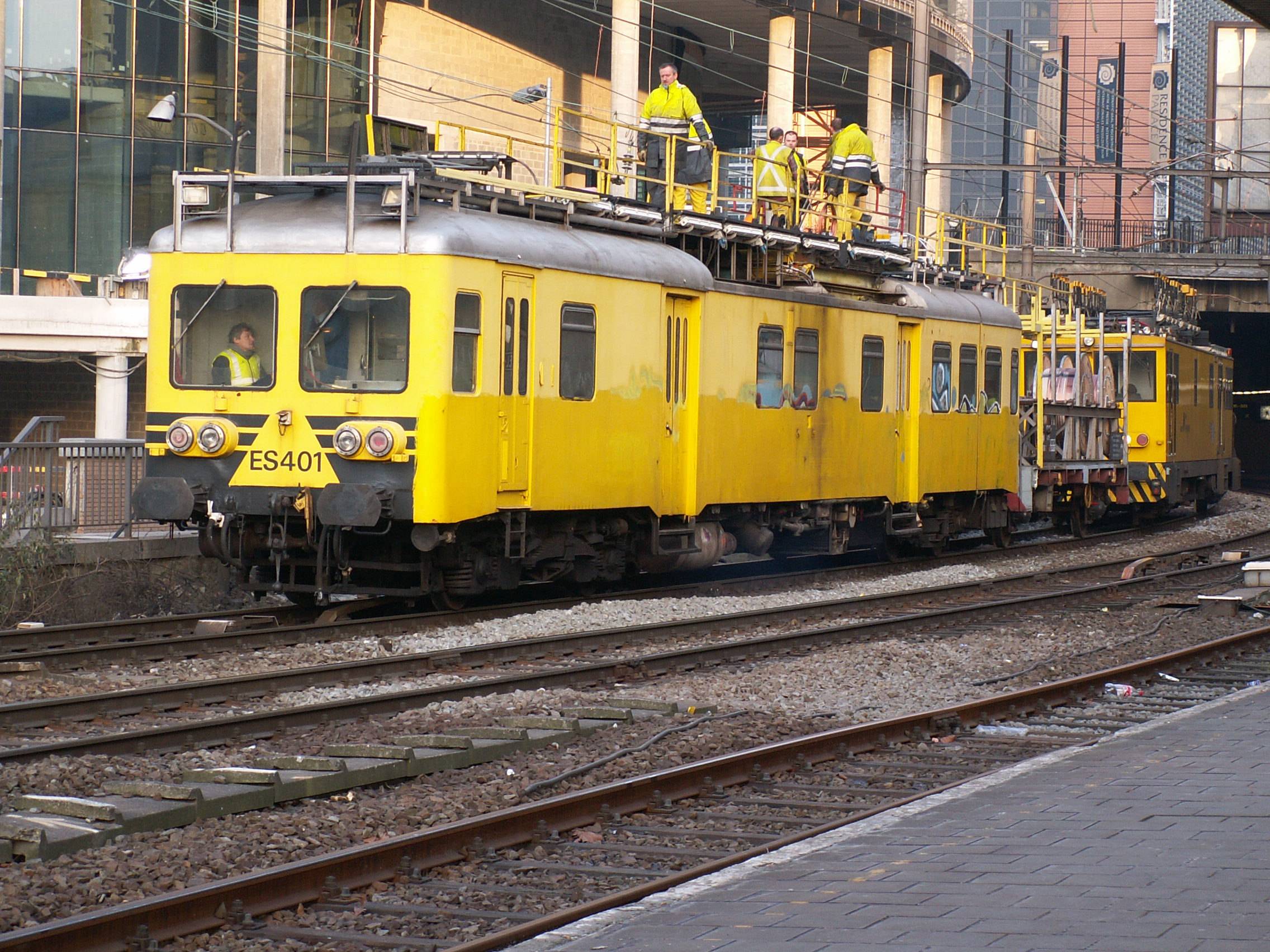
ES-401 en 2004 à la gare de Bruxelles-Schuman.
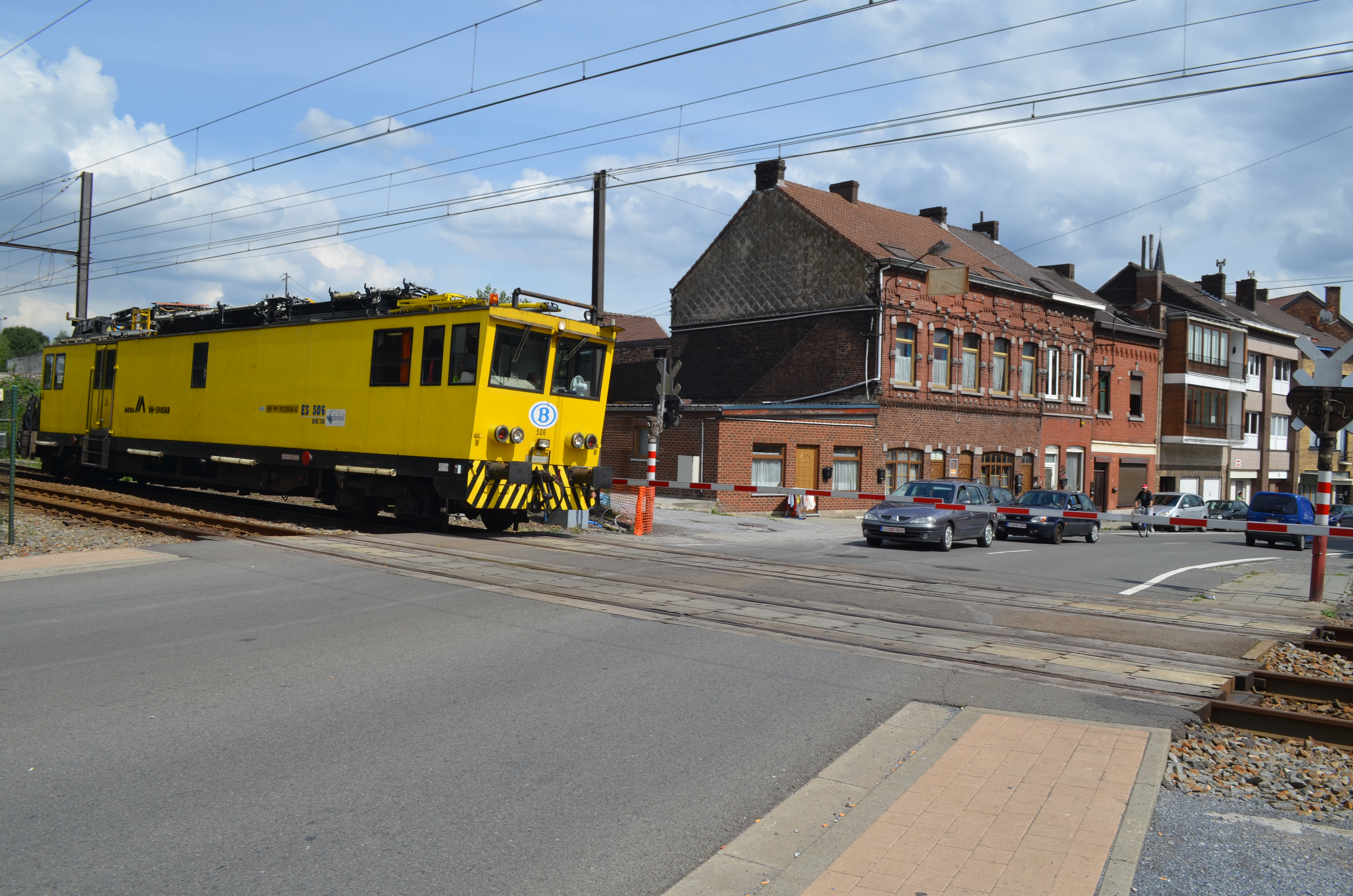
ES-506 en 2015 à Dampremy, au passage à niveau 104 de la ligne Ottignies-Charleroi.